# Kompgitarr
Kompgitarr, rytmgitarr, kallas det när man använder en gitarr för att ackompanjera annan musik, till exempel sång eller sologitarr. Många pop- och rockgrupper har både en kompgitarrist och en sologitarrist. En kompgitarrist spelar oftast bara ackord. Ofta är kompgitarristen även sångare eller körsångare i bandet. Kallas också andragitarr. Buddy Holly m.fl. har spelat ett mellanting mellan solo- och kompgitarr.

## Lista över kända kompgitarrister
- Vigilante Carlstroem (The Hives)
- Keith Richards (The Rolling Stones)
- Chris Daughtry (Daughtry)
- Danny Gatton
- Per Gessle (Gyllene Tider, Roxette)
- James Hetfield (Metallica)
- Scott Ian (Anthrax)
- Nikka Costa
- Frank Iero (My Chemical Romance)
- Plura Jonsson (Eldkvarn)
- Paul H. Landers (Rammstein)
- John Lennon (The Beatles)
- Harri Mänty (Kent)
- Anders Möller (Black Ingvars, Swedish Erotica)
- Rick Parfitt (Status Quo)
- Eric Peterson (Testament)
- Elvis Presley (Elvis, Scotty and Bill)
- James "Jim" Root (Slipknot)
- Jon Schaffer (Iced Earth)
- Rudolf Schenker (Scorpions)
- Paul Stanley (KISS)
- Izzy Stradlin (Guns N' Roses)
- Luther Tucker
- Zacky Vengeance (Avenged Sevenfold)
- Brad Whitford (Aerosmith)
- Malcolm Young (AC/DC)